# Feliks Władysław Starczewski
Feliks Władysław Starczewski (* 27. Mai 1868 in Warschau; † 29. November 1945 ebenda) war ein
polnischer Komponist.
Starczewski studierte am Warschauer Konservatorium Komposition bei Antoni Sygietyński und Musiktheorie bei Zygmunt Noskowski. Er setzte seine musikwissenschaftliche Ausbildung bei Heinrich Bellermann, Oskar Fleischer und Max Friedlaender in Berlin fort und war Kompositionsschüler von Engelbert Humperdinck und in Paris bei Vincent d’Indy.
Ab 1894 war er Klavierlehrer am Warschauer Konservatorium. 1903 wurde er Bibliothekar der Warschauer Musikgesellschaft. Er verfasste musikhistorische Artikel für Zeitschriften wie Kwartalnik Muzyczny, Muzyka und Słownik biograficzny PAU und komponierte u. a. eine Oper und mehrere Orchesterstücke, zwei Klaviersonaten, Klaviervariationen, eine Violinsonate und Lieder.

## Quelle
- Portal Wiedzy – Starczewski, Feliks Władysław
- Alfred Baumgartner: Propyläen Welt der Musik. Die Komponisten, Bd. 5. Propyläen-Verlag, Berlin 1989, S. 216, ISBN 3-549-07835-8.

| Personendaten    | Personendaten                 |
| ---------------- | ----------------------------- |
| NAME             | Starczewski, Feliks Władysław |
| KURZBESCHREIBUNG | polnischer Komponist          |
| GEBURTSDATUM     | 27. Mai 1868                  |
| GEBURTSORT       | Warschau                      |
| STERBEDATUM      | 29. November 1945             |
| STERBEORT        | Warschau                      |